# Le Fidelaire
Le Fidelaire ist eine französische Gemeinde mit 1.016 Einwohnern (Stand: 1. Januar 2022) im Département Eure in der Region Normandie. Sie gehört zum Arrondissement Évreux und zum Kanton Conches-en-Ouche sowie zum Gemeindeverband Pays de Conches. Die Einwohner werden Fidelairiens genannt.

## Geografie
Le Fidelaire liegt etwa 25 Kilometer westsüdwestlich von Évreux. Umgeben wird Le Fidelaire von den Nachbargemeinden
- La Vieille-Lyre mit Champignolles im Norden und Nordwesten und La Vieille-Lyre im Westen und Südwesten,
- Sébécourt im Norden und Nordosten,
- Sainte-Marthe im Osten,
- Sainte-Marguerite-de-l’Autel im Süden und Südosten,
- Les Baux-de-Breteuil im Süden und Südwesten.

## Bevölkerungsentwicklung
| Jahr      | 1962 | 1968 | 1975 | 1982 | 1990 | 1999 | 2006 | 2013 |
| Einwohner | 784  | 727  | 698  | 680  | 690  | 763  | 930  | 1004 |

Quelle: INSEE

## Sehenswürdigkeiten
- Kirche Saint-Éloi aus dem 16. Jahrhundert, Monument historique

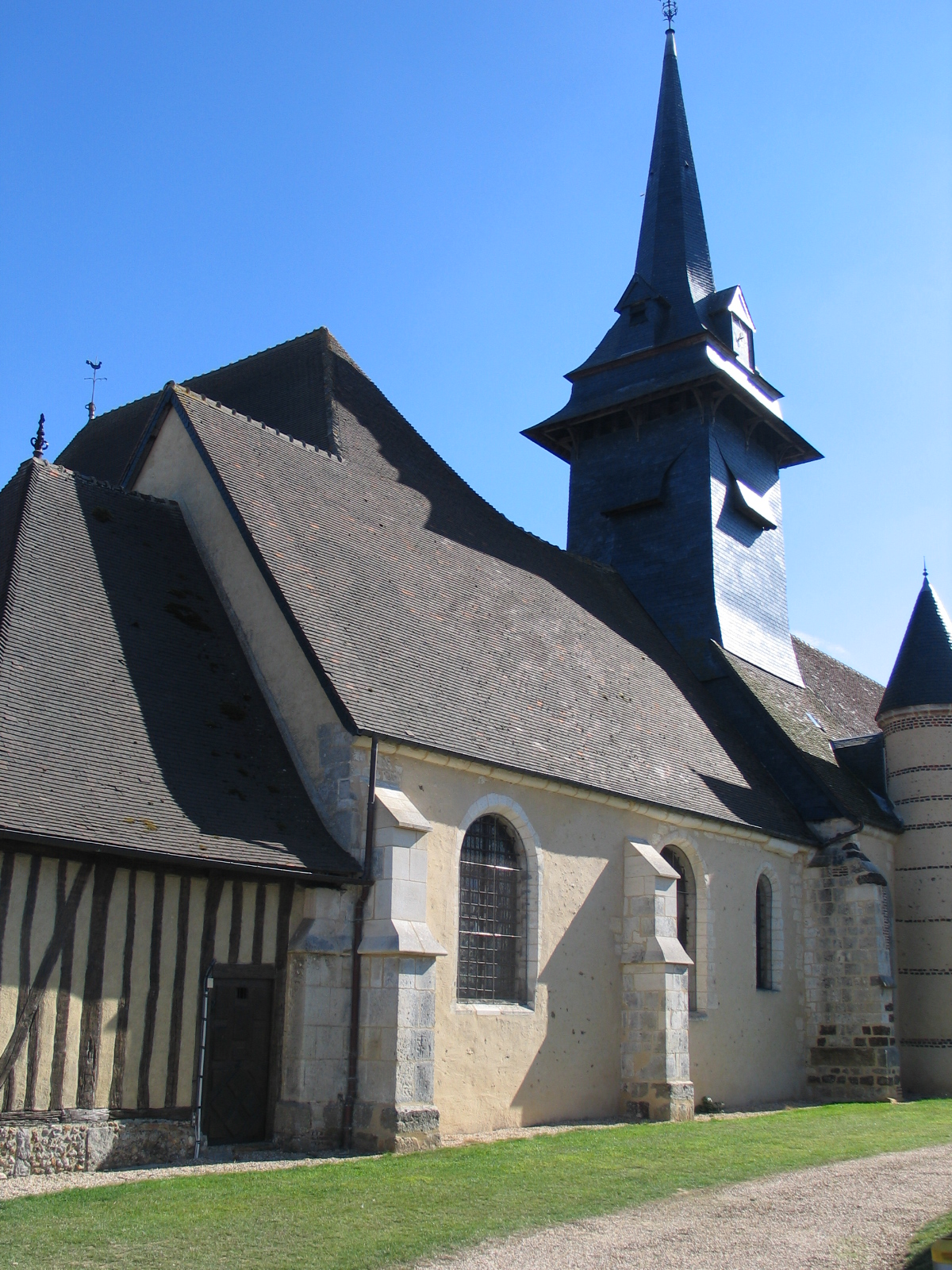
Kirche Saint-Éloi